# Dorfkirche Liebenberg

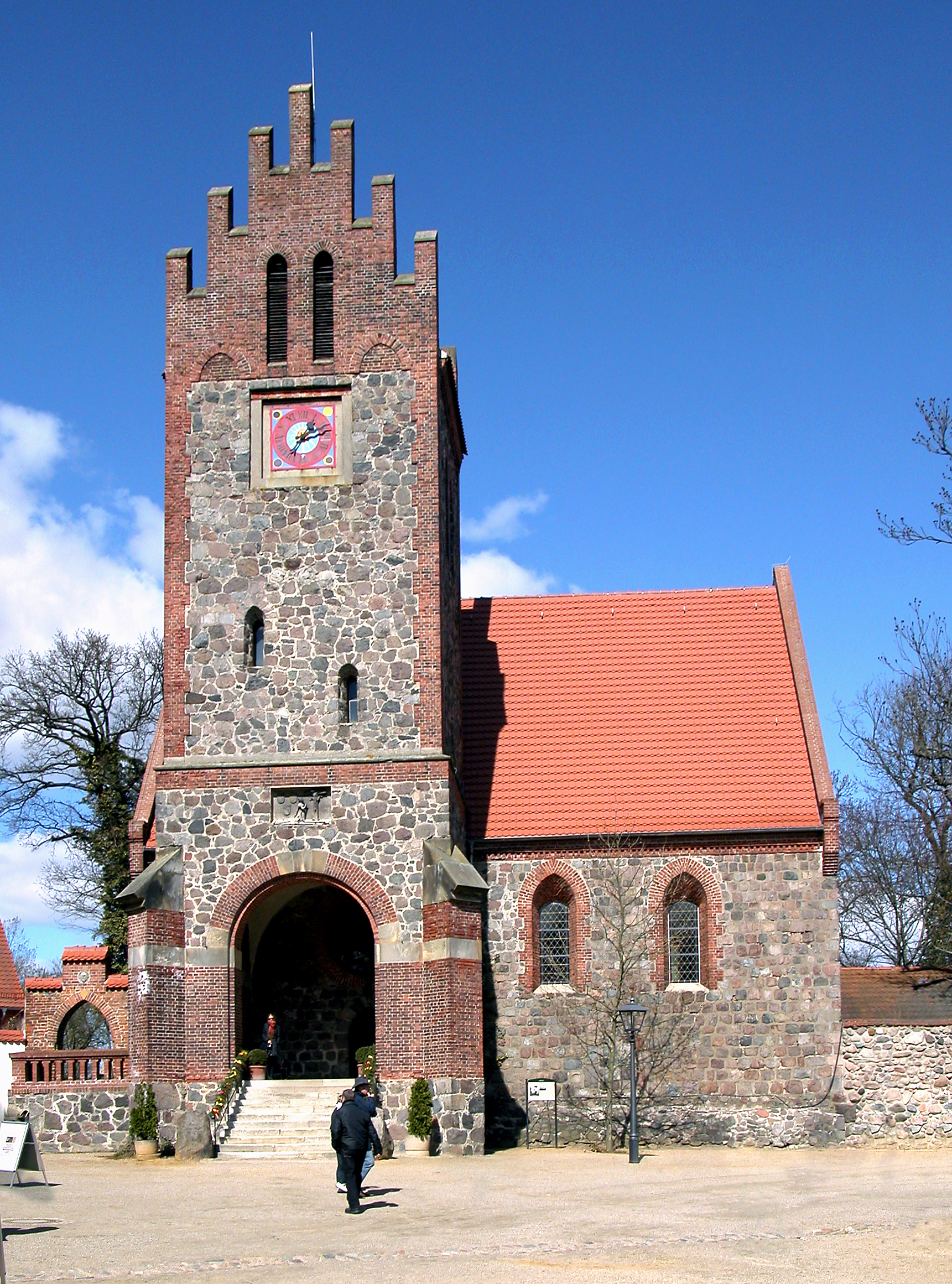
Dorfkirche Liebenberg

Die evangelische, denkmalgeschützte Dorfkirche Liebenberg, ursprünglich die Schlosskirche des Schlosses Liebenberg, steht in Liebenberg, einem Ortsteil der Gemeinde Löwenberger Land im Landkreis Oberhavel von Brandenburg. Die Kirche gehört zum Kirchenkreis Oberes Havelland der Evangelischen Kirche Berlin-Brandenburg-schlesische Oberlausitz.

## Beschreibung
Die im Kern aus der zweiten Hälfte des 13. Jahrhunderts stammende frühgotische Feldsteinkirche wurde nach 1892 stark verändert. 1903 wurde nach einem Entwurf von Gabriel von Seidl im Westen an der Südseite des Langhauses ein neugotischer Kirchturm mit einem Staffelgiebel mit Fialen aus Backsteinen angebaut, in dem sich hinter den als Biforien gestalteten Klangarkaden der Glockenstuhl befindet. Im Geschoss darunter ist die Turmuhr untergebracht. Im Erdgeschoss befindet sich nach Süden das Portal, das über eine Freitreppe erschlossen ist und von zwei Strebepfeilern flankiert wird. An der Ostseite des Langhauses wurde von dem Haus Hertefeld nach dem Dreißigjährigen Krieg ein Mausoleum angebaut. Die nachfolgende Patronatsfamilie der später gefürsteten Grafen zu Eulenburg auf Schloss Liebenberg nutzte die Kirche ebenso als Erbbegräbnisstätte. An kirchlichen Ämtern war Philipp zu Eulenburg auch Stiftshauptmann zu Kloster Zehdenick.